# Maurice David-Darnac
 (avril 2025).
Si vous disposez d'ouvrages ou d'articles de référence ou si vous connaissez des sites web de qualité traitant du thème abordé ici, merci de compléter l'article en donnant les références utiles à sa vérifiabilité et en les liant à la section « Notes et références ».
Pour les articles homonymes, voir David et Maurice David (homonymie).
Maurice David, dit David-Darnac (Maurice David-Darnac), né le 30 août 1913 à Paris 6e et mort le 6 mai 1983 à Gourdon, est un journaliste, homme politique et historien français.

## Biographie
Né à Paris le 30 août 1913 dans le 6e arrondissement, il effectue une partie de ses études au lycée de Foix en Ariège puis au lycée Henri-IV à Paris avant de se diriger vers le journalisme. Mobilisé dans l'Armée de l'air, il est démobilisé le 28 août 1940. Durant la guerre, après sa démobilisation, il est étudiant en droit et en lettres. En 1945, il est nommé envoyé spécial à l'occasion du procès de Philippe Pétain par deux journaux : Le Méridional et le Berry républicain.
Président fondateur du Parti national libéral avec son frère André David, il prône dès 1946 la fondation d'une Europe communautaire.
 
Il écrit Une solution simple et immédiatement applicable dans laquelle il définit les principes d'une nouvelle économique basée sur le partage des fruits du travail.
 
En 1951, il entre dans le cabinet de René Mayer puis dans celui de Joseph Laniel en qualité de chef adjoint de Cabinet.
 
En 1958, il est élu conseiller de l'Union française tout en dirigeant le Journal de l'Orne.
Il est secrétaire général du groupe des Républicains indépendants à l'Assemblée nationale jusqu'en 1981.
Il est principalement connu pour ses œuvres historiques sur Jeanne d'Arc, dans lesquelles il défend la thèse de la « survivance » johannique.
Il est décédé dans sa propriété du Lot à Gourdon le 6 mai 1983.

## Publications
- De la lutte des classes à l'association capital-travail, une solution simple et immédiatement applicable, 1951
- Histoire véridique et merveilleuse de la Pucelle d'Orléans, La table ronde, 1965
- Le Dossier de Jehanne, J.-J. Pauvert, 1968
- Manuscrit la France à refaire (titre donné par Arthur Conte) 1970